# Huta Komarowska
Huta Komarowska [pronunciación en polaco: /ˈxuta kɔmaˈrɔfska/] es un pueblo en el distrito administrativo de Gmina Komarów-Osada, dentro del condado de Zamość, Voivodato de Lublin, en el este de Polonia. Se encuentra a unos 17 kilómetros al sureste de Zamość y 93 kilómetros al sureste de la capital regional Lublin.